# Liubov Orlova
Liubov Orlova   (Zvenigorod, 29 de gener de 1902 (Julià) - Moscou, 26 de gener de 1975) va ser una actriu i cantant russa.
Va néixer en el si d'una família noble a Zvenígorod i va criar-se a Iaroslavl. Amb només set anys el músic Fiódor Xaliapin va conèixer-la i va augurar-li un gran futur. Va estudiar al Conservatori de Moscou però no va arribar a graduar-se ja que havia d'ajudar els seus pares a la feina. A més el seu primer marit, l'economista Andréi Berzin, va ser detingut per les autoritats soviètiques.
Va debutar el 1934 a la pel·lícula còmica Vesyolye rebyata (Els nois alegres) amb bones crítiques i va rebre el títol d'Actriu Honorable de l'RSFS de Rússia. Poc després va contraure matrimoni amb el director de cinema Grigori Aleksàndrov.
Durant els anys següents va protagonitzar quatre pel·lícules que acabarien essent clàssics del cinema soviètic: Tsirk (El circ), Volga-Volga, Svetly put (Camí brillant) i Vesná (Primavera). El 1941 va ser guardonada amb el Premi Stalin i el 1950 va ser la primera actriu en rebre el Premi Artista del Poble de l'URSS.
Després de la seva carrera cinematogràfica va dedicar-se al teatre, actuant especialment en obres de Iuri Zavadski.
El 1972 l'astrònoma Liudmila Juravliova va batejar el planeta nan (3108) Lyubov en honor seu.